# Weinfelden
Weinfelden ist eine Kleinstadt, politische Gemeinde und Hauptort des gleichnamigen Bezirks im Kanton Thurgau in der Schweiz. Ende 2023 zählte die Stadt 12'142 Einwohner. Wegen der zentralen geographischen Lage im Gegensatz zum Kantonshauptort Frauenfeld an der Peripherie haben hier mehrere kantonale Einrichtungen ihren Sitz, so die Thurgauer Kantonalbank und das Thurgauer Verwaltungsgericht. Der Grosse Rat, das Parlament des Kantons Thurgau, tagt im Winterhalbjahr in Weinfelden.

## Geschichte
Bereits im Jahr 124 bestand nachweislich eine fünf Meter breite römische Brücke über die Thur in Weinfelden, welche darauf schliessen lässt, dass bereits zu dieser Zeit ein Handelsplatz am Fuss des Ottenbergs vorhanden war. Der Name Weinfelden taucht im Jahr 838 in einer Urkunde über eine Schenkung an das Kloster St. Gallen erstmals auf. Der damalige Name lautete Quivelda (= «Winis Feld»).

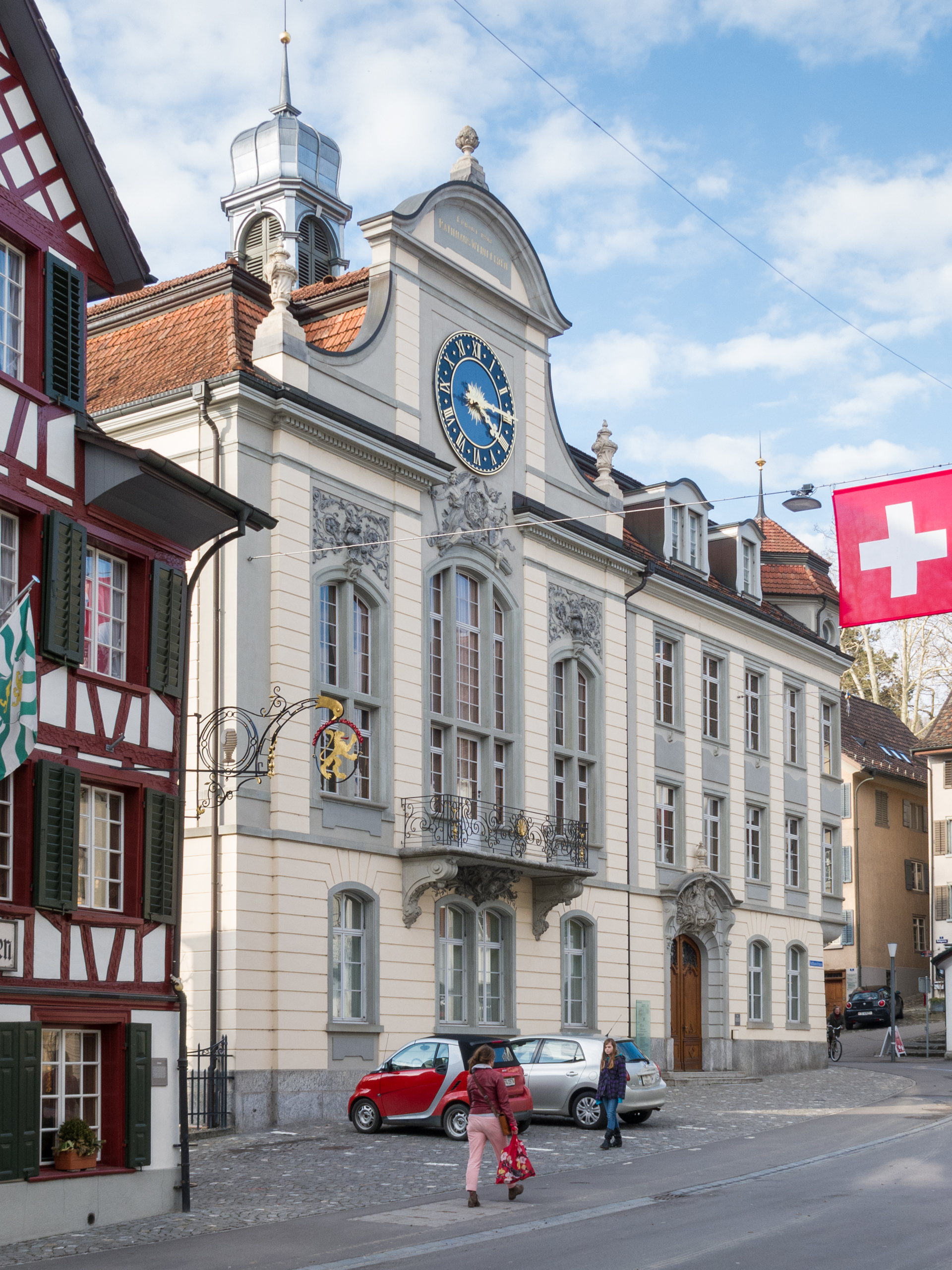
Rathaus Weinfelden

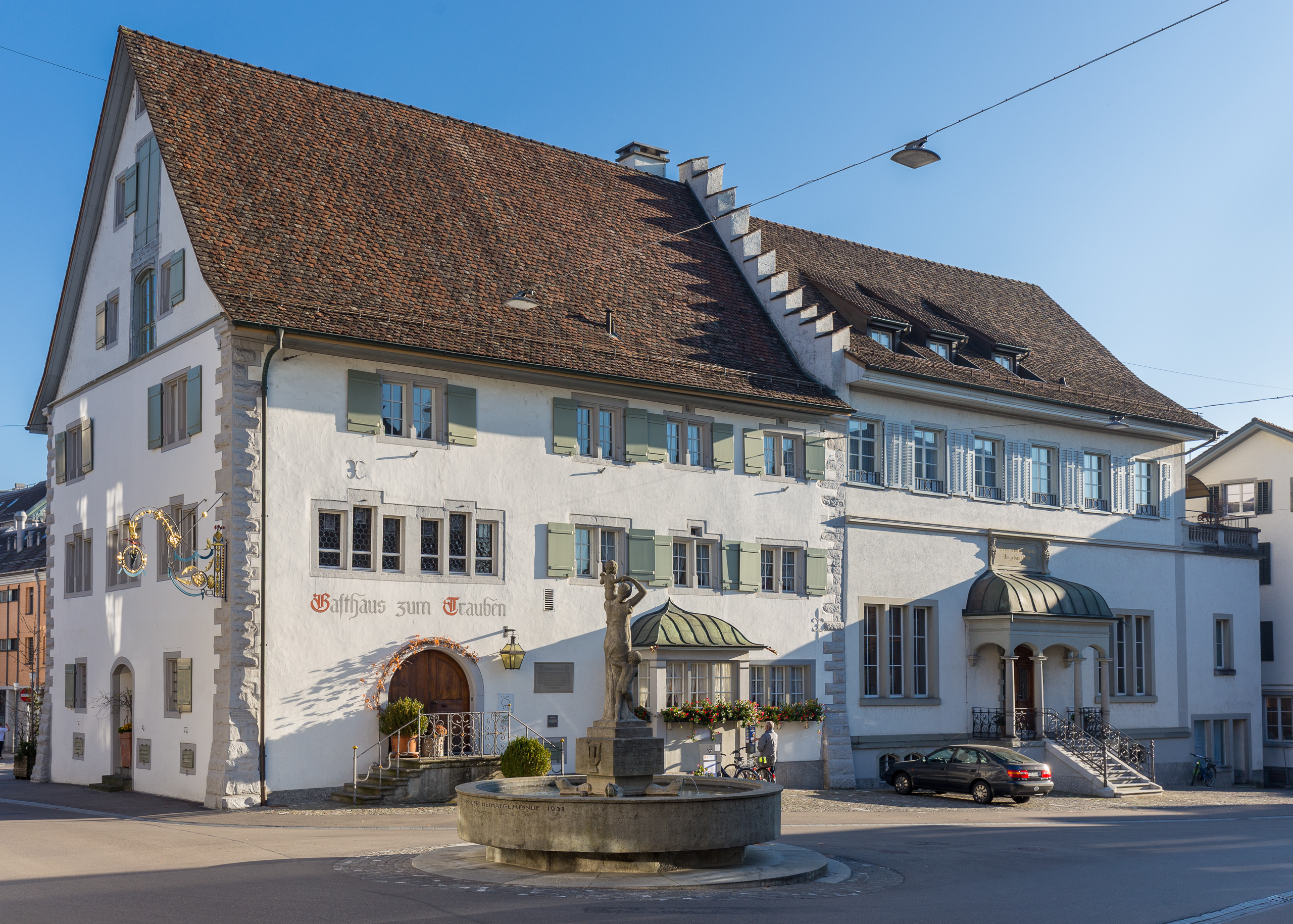
Gasthaus zum Trauben und Thomas-Bornhauser-Brunnen

In der frühen Neuzeit war der Ort im Besitz wechselnder Adels- und Patriziergeschlechter. In der Mitte des 16. Jahrhunderts waren die Herren von Mundprat im Besitz des Ortes. 1551 erwarb Hans Dietrich von Gemmingen aus der Linie Gemmingen-Steinegg, der mit einer Mundprat-Tochter verheiratet war, die Herrschaft Weinfelden, verkaufte sie aber schon 1555 an die Fugger. 1572 war der Ort im Besitz von Arbogast von Schellenberg. 1575 erwarben Eberhard von Gemmingen und seine Brüder aus der Linie Gemmingen-Bürg die Herrschaft Weinfelden. Die Freiherren von Gemmingen bauten ein Armenhaus und richteten eine Schulstelle ein. Die Erben verkauften die Herrschaft 1614 an die Stadt Zürich.
Weinfelden – zu jener Zeit der mit Abstand grösste Ort des Kantons Thurgau – erreichte 1798 historische Bedeutung: Im Februar jenes Jahres führte Paul Reinhart zusammen mit seinem Komitee den Thurgau aus jahrhundertelanger eidgenössischer Untertanenschaft (seit 1460) in eine kurze erste Freiheit. 1803 wurde der Kanton Thurgau durch die Mediationsakte von Kaiser Napoléon offiziell unabhängig – und Frauenfeld Hauptstadt.
1830 erlangte Weinfelden zum zweiten Mal politische Bedeutung. Am 22. Oktober 1830 sprach der wortgewandte Thomas Bornhauser zu einer nach Tausenden zählenden Menge in Weinfelden. Er forderte – und erlangte 1831 auch – auf dem Rathausplatz (von der gleichen Treppe des Gasthauses «zum Trauben» wie Paul Reinhart 32 Jahre vor ihm) eine der ersten liberalen Verfassungen Europas. Noch heute werden in Weinfelden mit Paul Reinhart und Thomas Bornhauser die beiden hier bedeutendsten Politiker des 19. Jahrhunderts in einem Atemzug genannt. Von beiden hängen im Rathaus gleich ausgestattete Portraits, von beiden stehen dort gleich ausgestaltete Büsten; es gibt eine Paul-Reinhart- und eine Thomas-Bornhauser-Strasse, ein Paul-Reinhart- und ein Thomas-Bornhauser-Schulhaus, die Paul-Reinhart-Gedenktafel am Haus «zum Komitee» und den Thomas-Bornhauser-Brunnen auf dem Rathausplatz.
Die Munizipalgemeinde Weinfelden bestand von 1803 bis 1870. Die 1816 gebildete Ortsgemeinde wurde 1870 mit der Munizipalgemeinde zur Einheitsgemeinde Weinfelden vereinigt. Seit 1995 ist die ehemalige Ortsgemeinde Weerswilen, jedoch ohne den Ortsteil Beckelswilen, Teil der politischen Gemeinde Weinfelden.
→ siehe auch Artikel Bachtobel (Gerichtsherrschaft) und Thurberg
Um Stadtgas zu produzieren, wurde 1904 ein mit Steinkohle betriebenes Gaswerk in Betrieb genommen. 1928 wurde die Strassenbeleuchtung vollständig elektrifiziert. 1974 wurde das Gaswerk stillgelegt, seither wird Erdgas von internationalen Märkten eingespeist. Kleinwasserkraftwerke wurden in den Jahren 1942 (Model), 1950 (Mühle) und 1989 (Widen) in Betrieb genommen.

## Wappen
| Wappen von Weinfelden | Blasonierung: «In Weiss eine um einen roten Pfahl sich windende grüne, dreiblättrige, mit drei blauen Trauben behangene Rebenranke.» |
| Wappen von Weinfelden | Wappenbegründung: Das redende Wappen wurde bereits auf den Weinfelder Gerichtssiegeln Ende des 15. und Anfang des 16. Jahrhunderts geführt. Von 1947 bis 1956 erfolgte eine Bereinigung des Weinfelder Gemeindewappens, weil in der Gemeinde zwei Wappen in Gebrauch standen. Seit der Eingemeindung der Ortsgemeinde Weerswilen 1995 ist das Weinfelder Wappen für die ganze Gemeinde in Gebrauch. |

## Bevölkerung
|                             | 1850   | 1850   | 1870   | 1900   | 1950   | 1990   | 2000   | 2010   | 2020   | 2023   |  |
| --------------------------- | ------ | ------ | ------ | ------ | ------ | ------ | ------ | ------ | ------ | ------ |  |
| Politische Gemeinde         |        |        |        |        |        |        | 9456   | 10'333 | 11'588 | 12'142 |  |
| Einheitsgemeinde            |        |        |        | 3516   | 5823   | 9055   |        |        |        |        |  |
| Orts- und Munizipalgemeinde | 2130   | 2256   | 2622   |        |        |        |        |        |        |        |  |
| Quelle                      | [ 11 ] | [ 11 ] | [ 11 ] | [ 11 ] | [ 11 ] | [ 11 ] | [ 18 ] | [ 18 ] | [ 18 ] | [ 5 ]  |  |

Am 31. Dezember 2008 lebten 10'066 Menschen in Weinfelden, sodass die Gemeinde seither statistisch als Stadt gilt.
Von den insgesamt 12'142 Einwohnern der Gemeinde Weinfelden am 31. Dezember 2023 waren 3008 bzw. 24,8 % ausländische Staatsbürger. 3759 (31,0 %) waren evangelisch-reformiert und 3082 (25,4 %) römisch-katholisch. 2023 war Weinfelden mit einer Zunahme der Einwohnerzahl um 2,5 % die am stärksten wachsende Stadt des Kantons Thurgau, dies aufgrund der anhaltend regen Bautätigkeit.

## Konfessionen

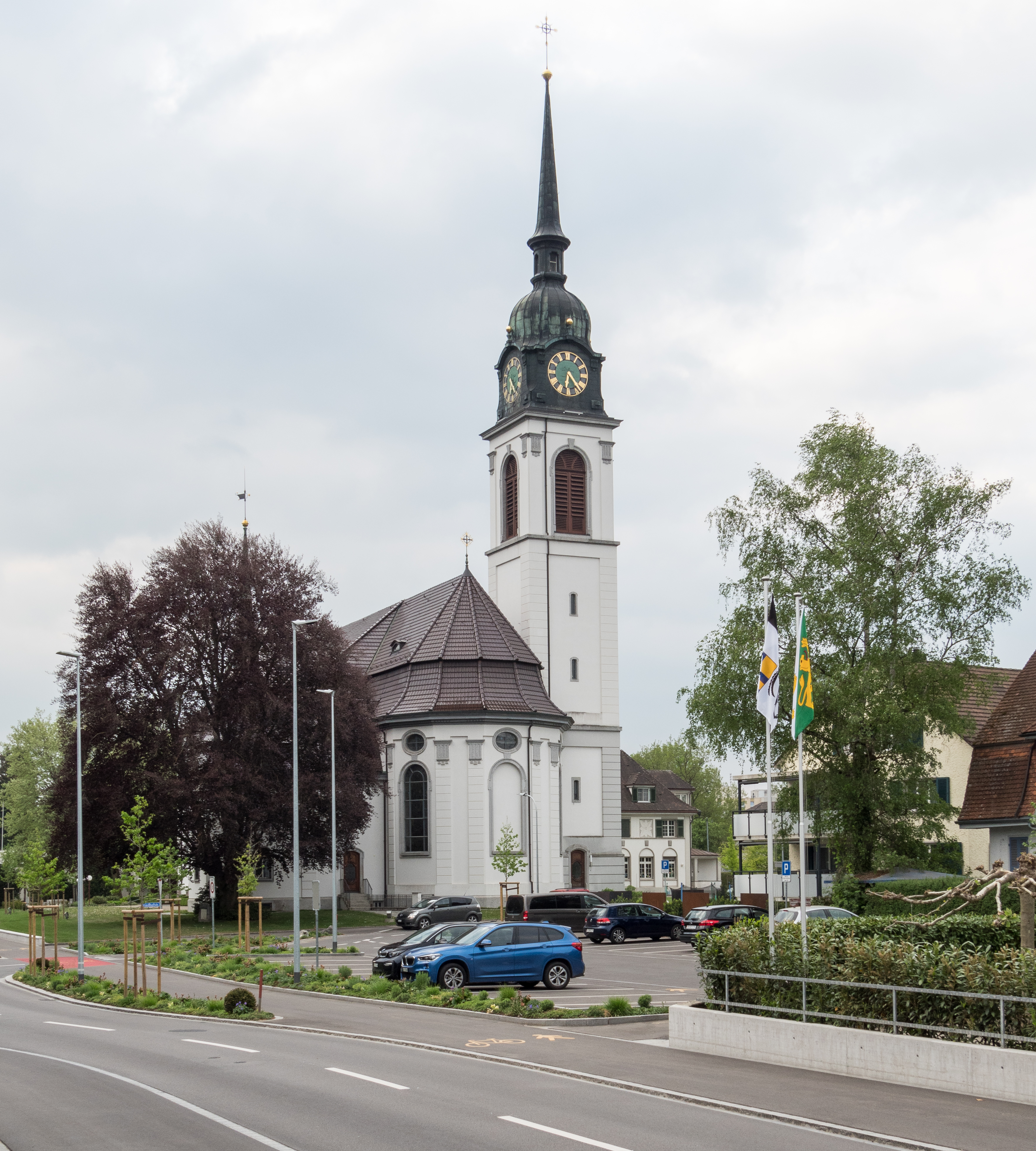
Katholische Kirche St. Johannes der Täufer

Weinfelden hat eine evangelische und eine katholische Kirchgemeinde.
In der lokalen Sektion der Evangelischen Allianz verbunden sind die Evangelisch-reformierte Kirche, die Evangelisch-methodistische Kirche, die Viva Kirche-Gemeinde und die 1961 gegründete, der Schweizerischen Pfingstmission angehörende Freie Christengemeinde.

## Politik

### Legislative
- Grüne: 2
- SP: 3
- GLP: 3
- EVP: 2
- JA: 1
- Mitte: 6
- FDP: 4
- SVP: 8
- EDU: 1

Gemeindeparlament von Weinfelden ist das 30-köpfige Stadtparlament.
| Partei                                  | 2011 | 2015 | 2019 | 2023 |
| --------------------------------------- | ---- | ---- | ---- | ---- |
| Schweizerische Volkspartei (SVP)        | 8    | 8    | 7    | 8    |
| Die Mitte (bis 2019 CVP)                | 5    | 5    | 4    | 6    |
| FDP.Die Liberalen (FDP)                 | 5    | 6    | 5    | 4    |
| Sozialdemokratische Partei (SP)         | 3    | 3    | 4    | 3    |
| Grünliberale Partei (GLP)               | -    | 1    | 3    | 3    |
| Grüne                                   | 3    | 2    | 2    | 2    |
| Evangelische Volkspartei (EVP)          | 3    | 2    | 2    | 2    |
| Eidgenössisch-Demokratische Union (EDU) | -    | 1    | 1    | 1    |
| jung & aktiv (JA)                       | 3    | 2    | 2    | 1    |

### Nationale Wahlen
Bei den Nationalratswahlen 2023 betrugen die Wähleranteile in Weinfelden: SVP 35,6 %, Die Mitte 15,7 %, FDP 12,6 %, SP 10,3 %, glp 9,4 %, Grüne 7,9 %, EDU 3,1 %, EVP 3,0 %.

## Verkehr

### Öffentlicher Verkehr
Der Bahnhof Weinfelden ist der grösste Eisenbahn-Verkehrsknotenpunkt des Kantons Thurgau. Bis in die Mitte des 19. Jahrhunderts glich das Thurtal einer unpassierbaren Wildnis. Erst als die Eisenbahnlinie Oerlikon – Romanshorn durch die Schweizerische Nordostbahn gebaut wurde, konnten auch auf der West-Ost-Achse Güter durch den Kanton transportiert werden. 1876 wurde die Bischofszellerbahn (Linie nach St. Gallen) eröffnet, 1911 begann die Mittelthurgaubahn auf der Linie Kreuzlingen – Weinfelden – Wil. Heute verkehren InterCity Richtung Zürich und weiter nach Biel oder Brig und Züge der S-Bahn Zürich bis Zug sowie die der St. Galler S-Bahn. Somit kreuzen sich hier fünf Eisenbahn- und fünf Postautolinien. Der Bahnhof wurde im Jahr 2002 komplett erneuert.

### Individualverkehr
Es gibt eine innerstädtische Umfahrungsstrasse (Dunant-, Dufour- und Deucherstrasse), die das Zentrum Weinfeldens entlastet. Für den überörtlichen Verkehr gibt es keine Schnellstrasse oder Autobahn, die Weinfelden umgeht. Es bestehen Planungen für eine Thurtal/Aachtal-Schnellstrasse mit einem Tunnel durch den Ottenberg, die einmal mit der Autostrasse in Arbon verbunden werden soll.
Im September 2012 wurde über eine ähnliche Vorlage des Kantons erneut abgestimmt: Unter den Namen BTS (Abkürzung für «Bodensee-Thurtal-Strasse», Schnellstrasse Tempo 100/80 von Weinfelden über Sulgen, Amriswil nach Arbon) und OLS («Oberlandstrasse», Hauptstrasse Tempo 80/50 von Kreuzlingen über Langrickenbach nach Amriswil mit Anschluss an die BTS) gelangten zwei ähnliche Erweiterungen des Strassennetzes (Netzbeschlüsse) wie 2005 zur Abstimmung und wurden mit 54,6 % der Stimmen befürwortet. Die Projektierung der Linienführung erfolgte 2013.

## Wirtschaft

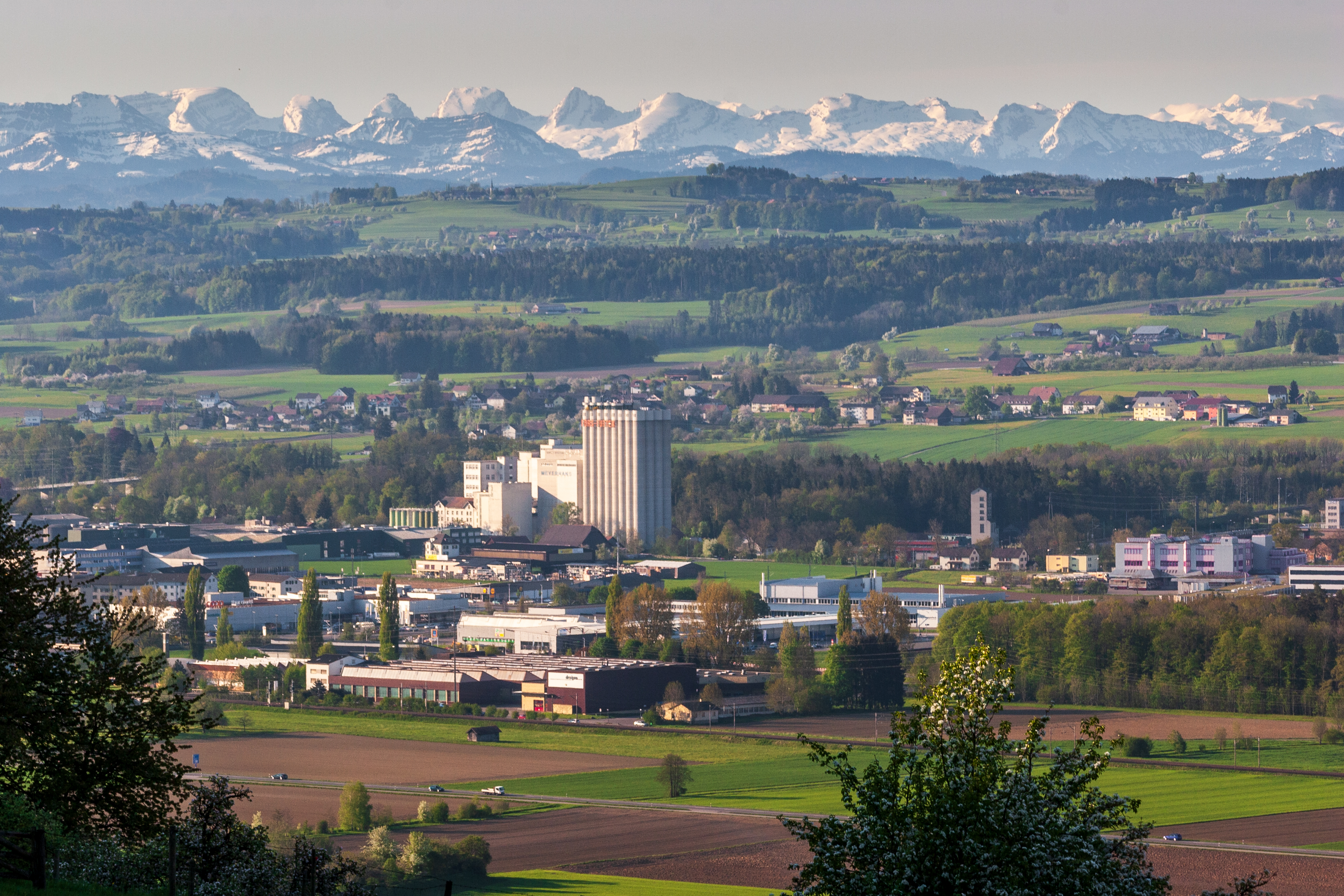
Blick von Ottoberg TG auf die Industrie- und Gewerbezone von Weinfelden (2009)

Im Jahr 2019 bot Weinfelden 7281 Personen Arbeit (umgerechnet auf Vollzeitstellen). Davon waren 1,1 % in der Land- und Forstwirtschaft, 22,3 % in Industrie, Gewerbe und Bau sowie 76,6 % im Dienstleistungssektor tätig.
Ein grosses privatwirtschaftliches Unternehmen mit Sitz in Weinfelden ist die Model Holding, die in der Verpackungsindustrie tätig ist, ferner unterhält die Lidl Schweiz AG ihren Firmensitz und eines von zwei Verteilerzentren in Weinfelden.
Die Bedeutung Weinfeldens als Wirtschaftsstandort lässt sich auch daran ablesen, dass die Thurgauer Kantonalbank, die Industrie- und Handelskammer Thurgau sowie weitere Verbände dort ansässig sind.

## Kunst, Kultur

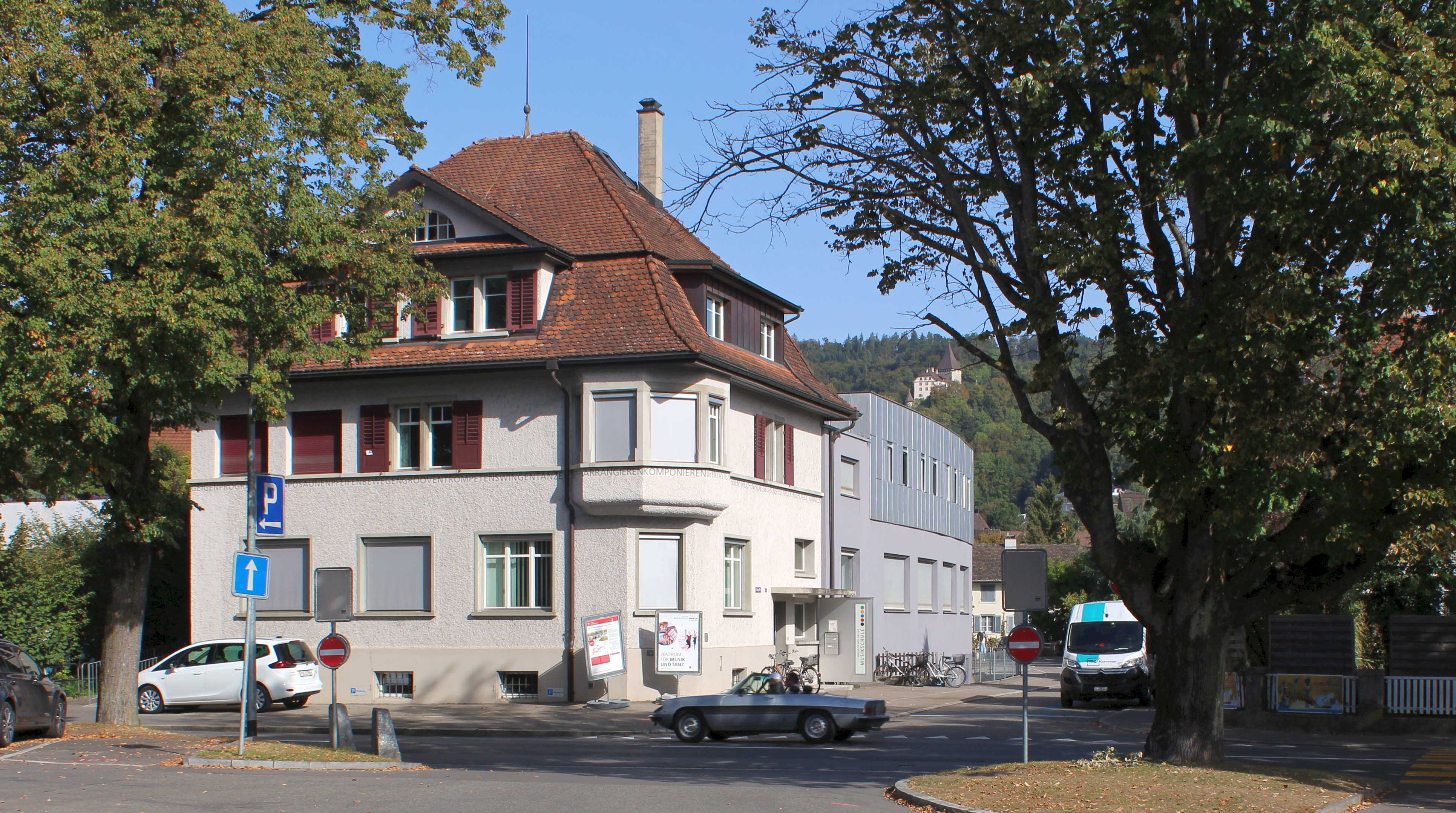
Musikschule in Weinfelden

### Bildung
Die Bildungsstätten umfassen für die obligatorische Schulzeit Kindergarten, Primarschule und Sekundarschule. Daneben ist Weinfelden Schulort des grössten Berufsbildungszentrums des Kantons, des BBZ Weinfelden. Mittel- und Hochschulen (in Frauenfeld, Kreuzlingen, Konstanz) sind in Pendlerdistanz erreichbar.

### Sehenswürdigkeiten
- Die evangelisch-reformierte Stadtkirche wurde 1902–1904 als neuromanischer Zentralbau erbaut und hat eine sehenswerte Jugendstil-Ausstattung: Bänke in kräftigem Dunkelblau, zwei grosse Posaunenengel an der Wand hinter dem Altar (unter der Orgel), farbige Glasfenster
- Die fast gleichzeitig gebaute katholische Kirche St. Johannes der Täufer (1902–1904) nach Plänen von Albert Rimli ist neobarock mit klassizistischen Elementen.
- Das Gasthaus zum Trauben (16./19. Jh.) steht direkt gegenüber dem Rathaus.
- Schloss Weinfelden, oberhalb der Stadt (Privatbesitz: Erben August von Finck).
- Fussgängerbrücke Ganggelisteg über die Thur nach Bussnang: Hängebrücke von 1882.
- Stellmacher-Haus, Thomas-Bornhauser-Strasse 12: 1932 als Einfamilienhaus mit Arztpraxis erbaut (später geteilt), bedeutendes Zeugnis des Neuen Bauens (Bauhaus-Stil) im Kanton Thurgau.

Weinfelden und der Südhang des Ottenbergs sind im Inventar der schützenswerten Ortsbilder der Schweiz aufgeführt.
Seit Frühjahr 2016 führt der «Weinfelder Weinweg» durch die Weinberge. Die Route des Weinlehrpfads, für den man etwa drei Stunden braucht, führt vom Bahnhof Weinfelden durch den Ort und dann auf einer Anhöhe am Waldrand entlang bis Ottoberg und im Tal über Boltshausen zurück nach Weinfelden. Entlang des Weges informieren Infotafeln über Rebentwicklung, Rebsorten, Weinbereitung und Winzer. Weitere Höhepunkte sind ein Weinsafe und Kunstinstallationen verschiedener Künstler.

### Brauchtum
Das örtliche Brauchtum wird unter anderem mit der Bochselnacht gepflegt. Alljährlich ziehen am Donnerstag der letzten ganzen Woche vor Weihnachten die Schüler der Primarschule und der Oberstufe mit selber geschnitzten Runkelrüben in einem Umzug durch Weinfelden. Diese Rüben werden ausgehöhlt und von innen mit einer Kerze beleuchtet. Die 3. Oberstufenklassen studieren jeweils ein Abschlusstheater ein, das sie an der Bochselnacht aufführen, zur Hauptprobe werden alle Schulkinder eingeladen.
Der Maitanz auf dem Stelzenhof (am Ottenberg) findet an den Sonntagen im Mai von 5 bis 9 Uhr morgens statt und ist dadurch sowie durch die Openair-Veranstaltung mit weiter Aussicht über den Thurgau auch über den Kanton hinaus bekannt.

### Veranstaltungen
In Weinfelden gibt es jährlich drei grosse Anlässe:
- Gastronomiemesse Schlaraffia, im März[29]
- Weinfelder Weinfest (Wyfescht), im Spätsommer
- Gewerbeausstellung WEGA, im Herbst, jeweils um die 100'000 Personen[30]

Jeden ersten Freitag des Monats wird zudem der Wyfelder Fritig veranstaltet.

### Kultur- und Freizeiteinrichtungen
In der Nähe des Bahnhofs (etwas westlich) steht seit 2008 das Theaterhaus Thurgau, das unter anderem die Spielstätte des 1988 gegründeten Theater Bilitz ist.
Seit 1998 gibt es das Kino Liberty Cinema mit drei Leinwänden und insgesamt 450 Sitzplätzen. Neben dem Kino befindet sich ein Ausgangskomplex.

## Bilder

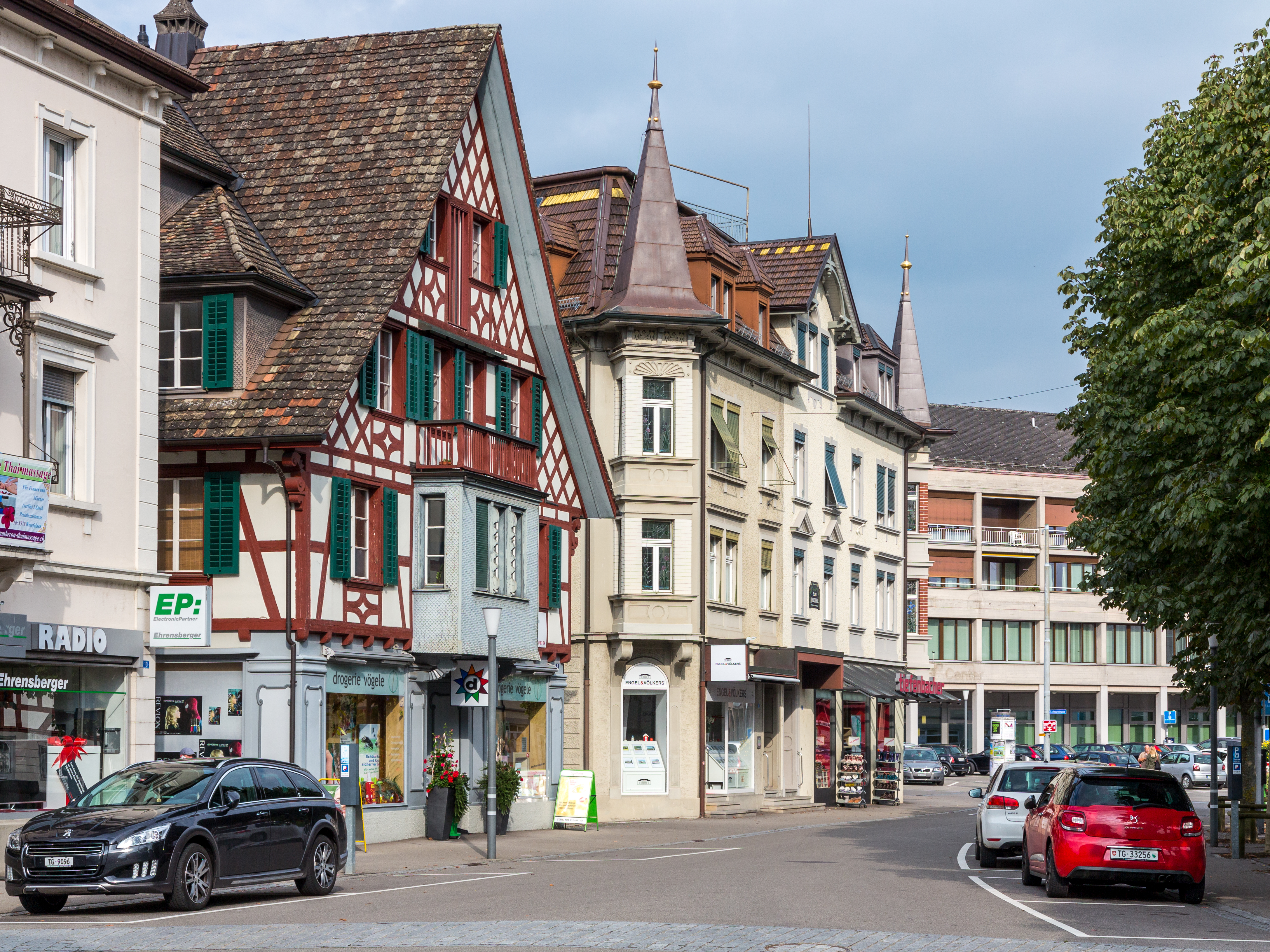
Pestalozzistrasse
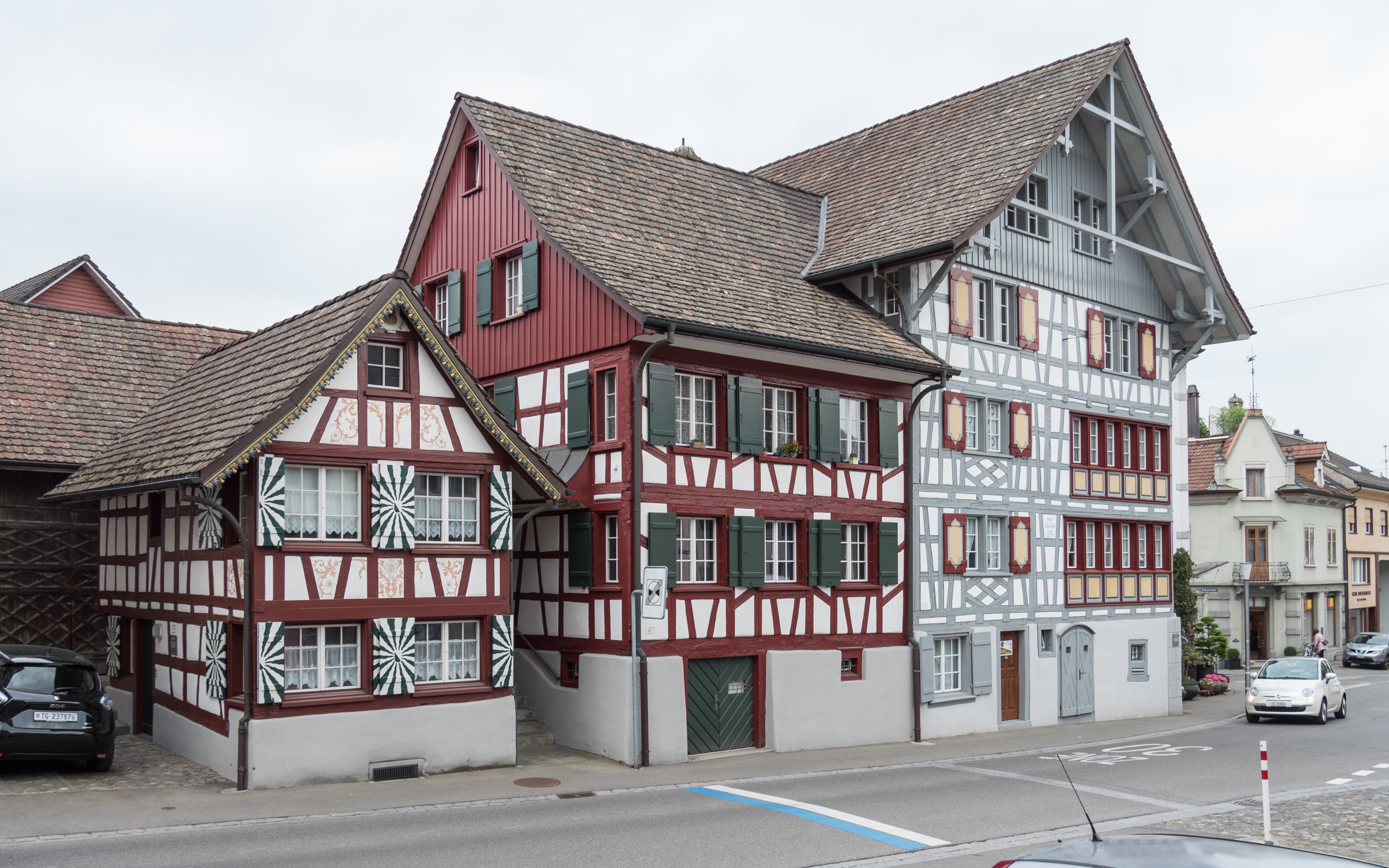
Frauenfelderstr. 39 (Malerhüsli), 41, 43 (zur Farb)
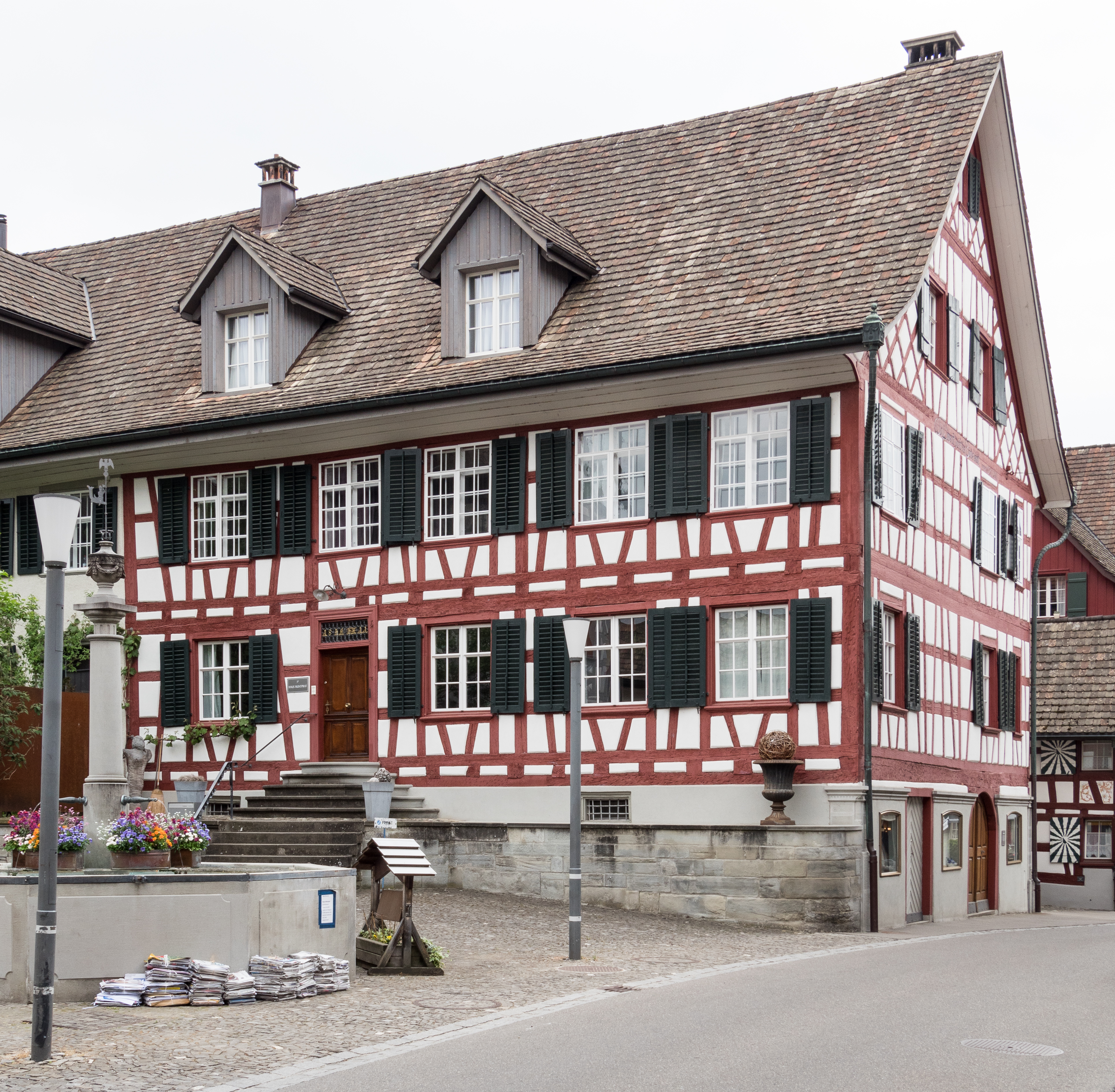
Haus Muntprat/Gubler
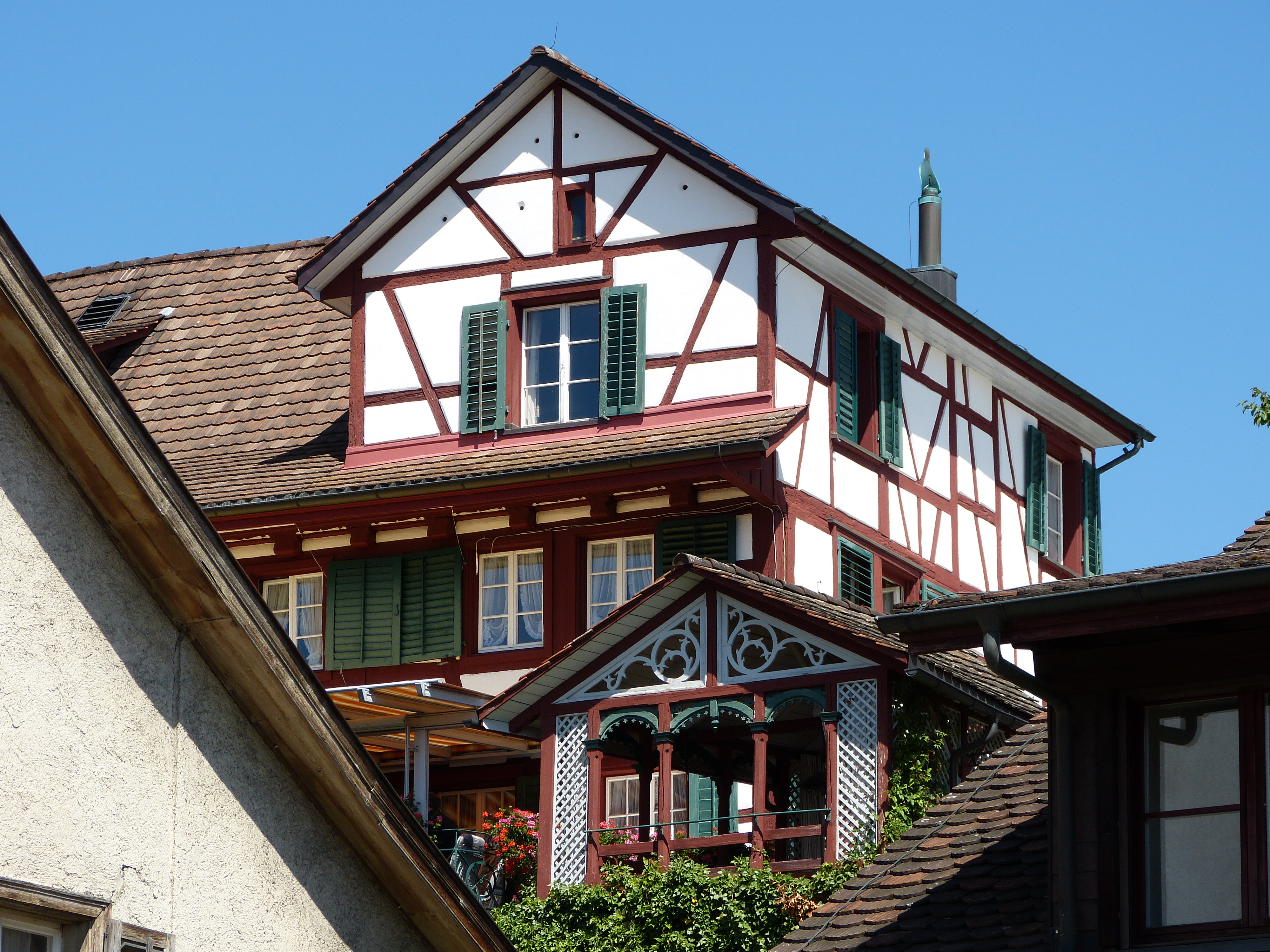
Wirtschaft Zum Eigenhof
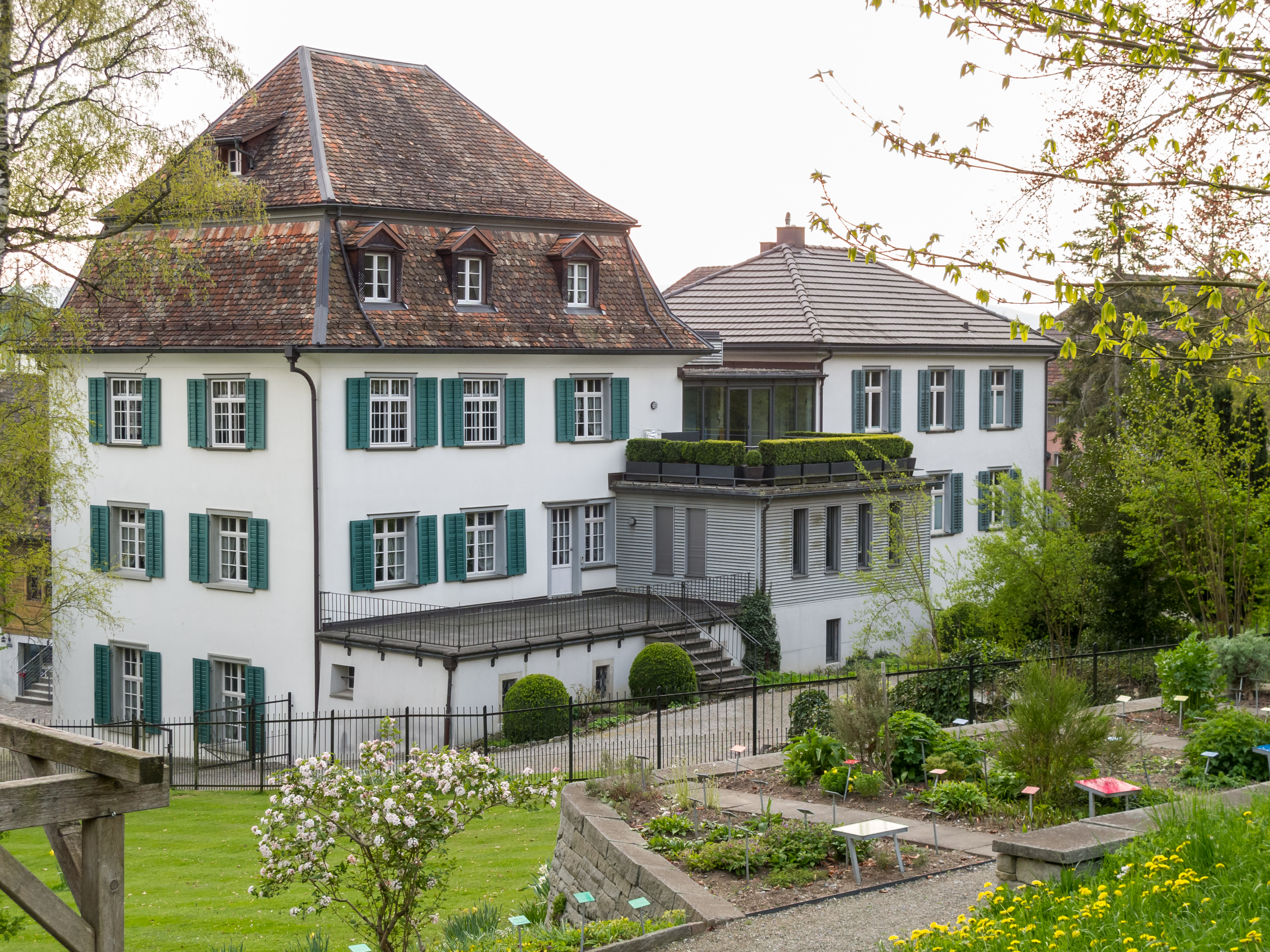
«Zum Komitee» (Verwalt.-gericht)
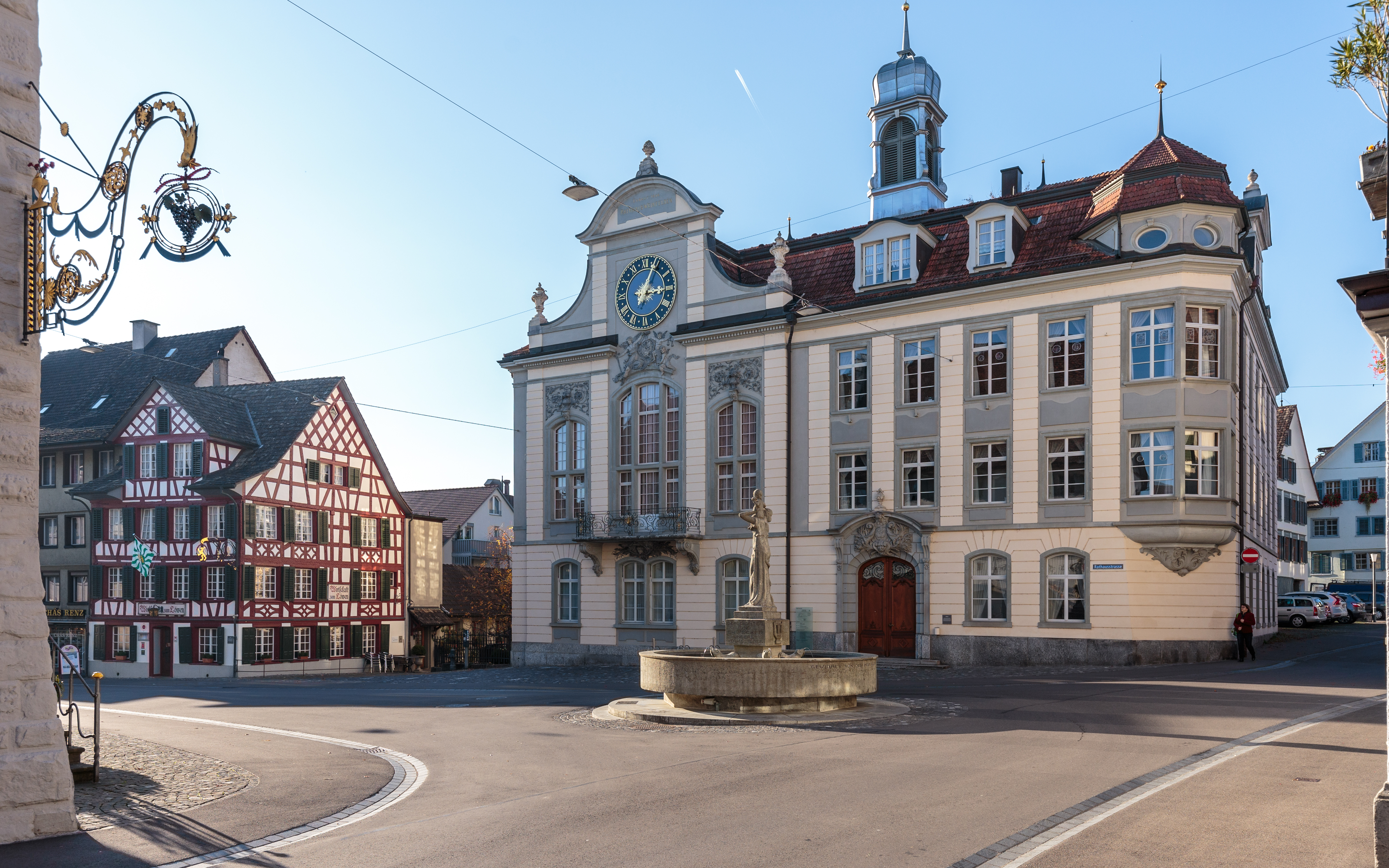
Rathaus, Bornhauser-Brunnen und «zum Löwen»
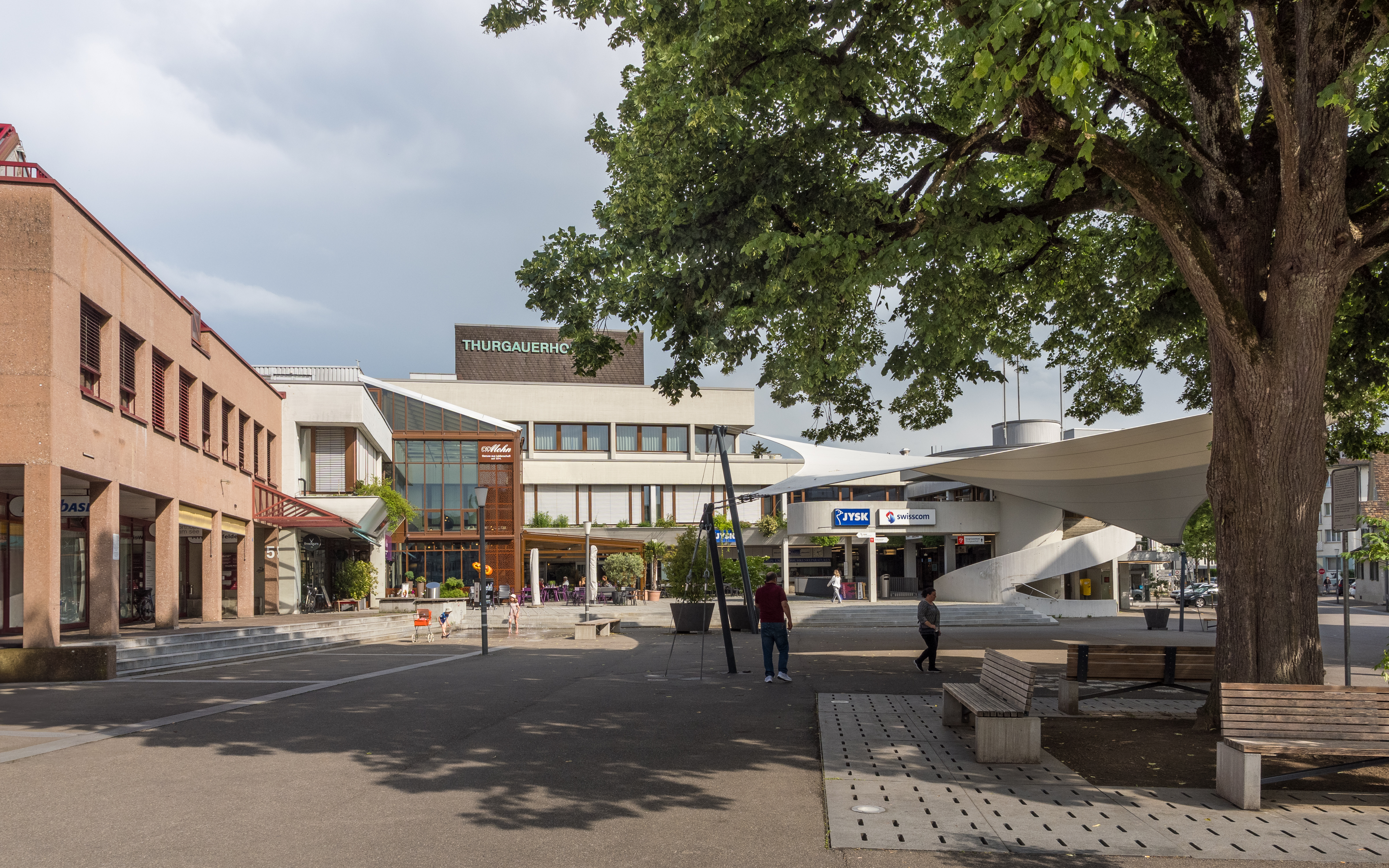
Kongresszentrum "Thurgauerhof"
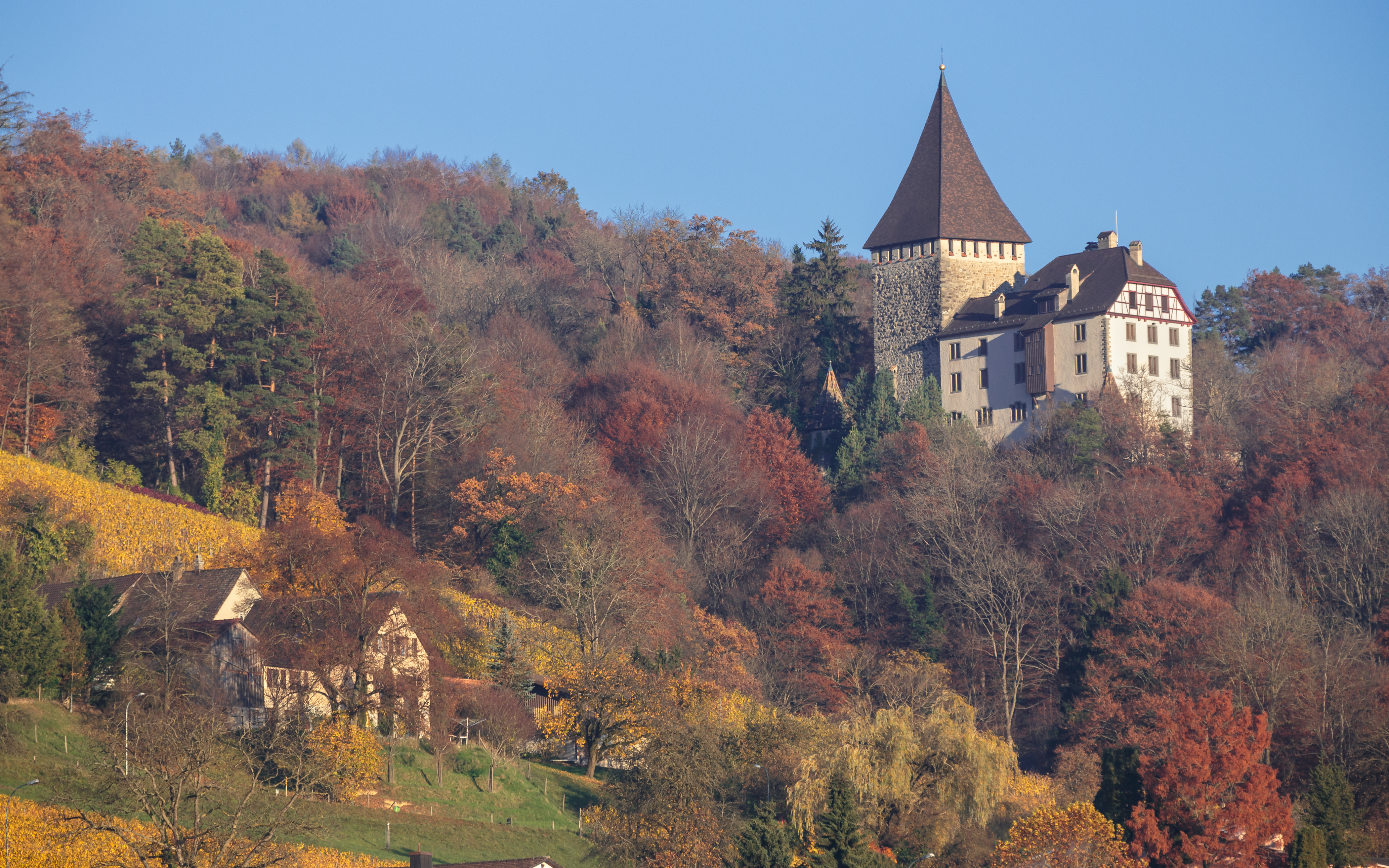
Schloss Weinfelden
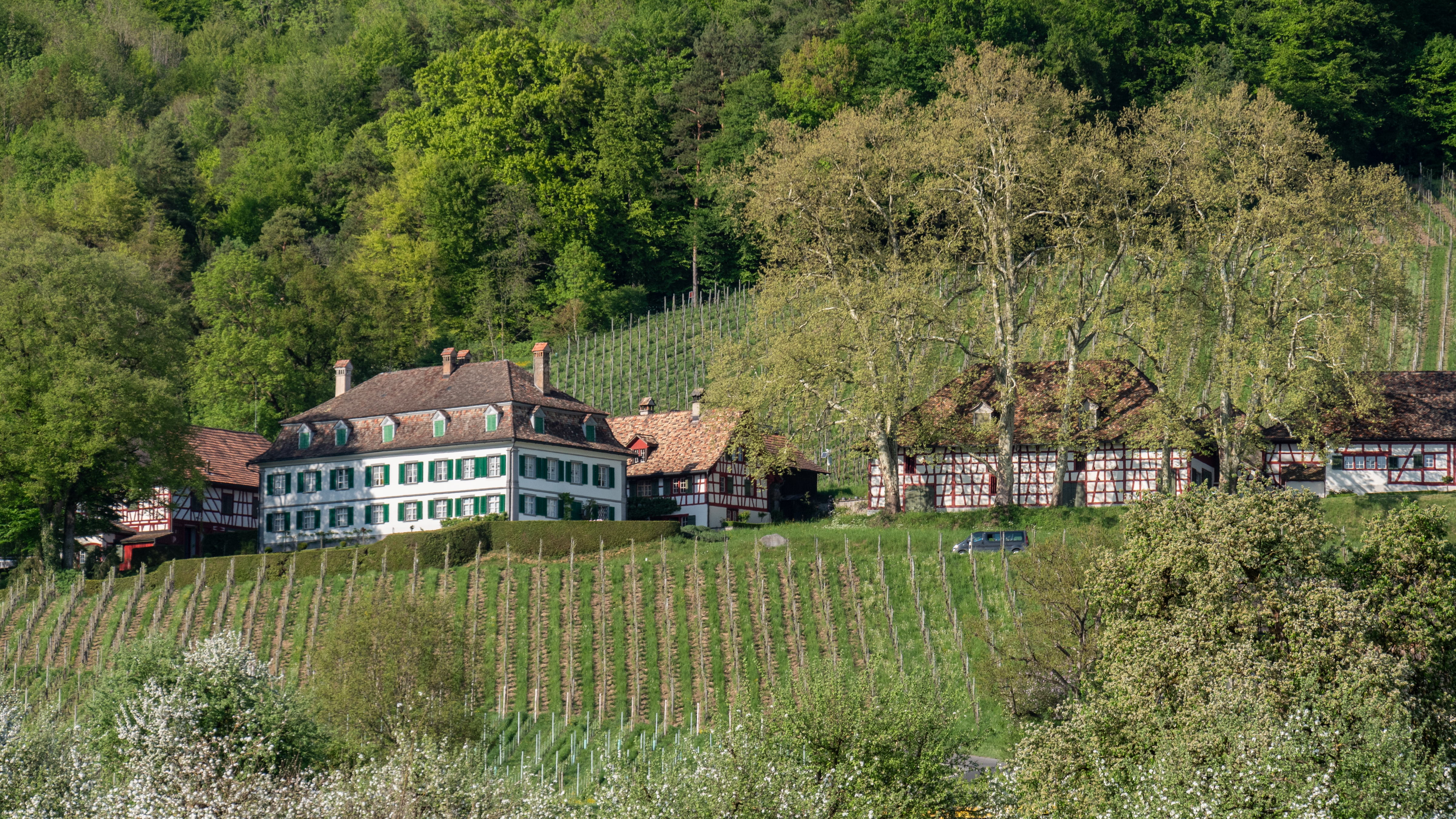
Schloss Bachtobel
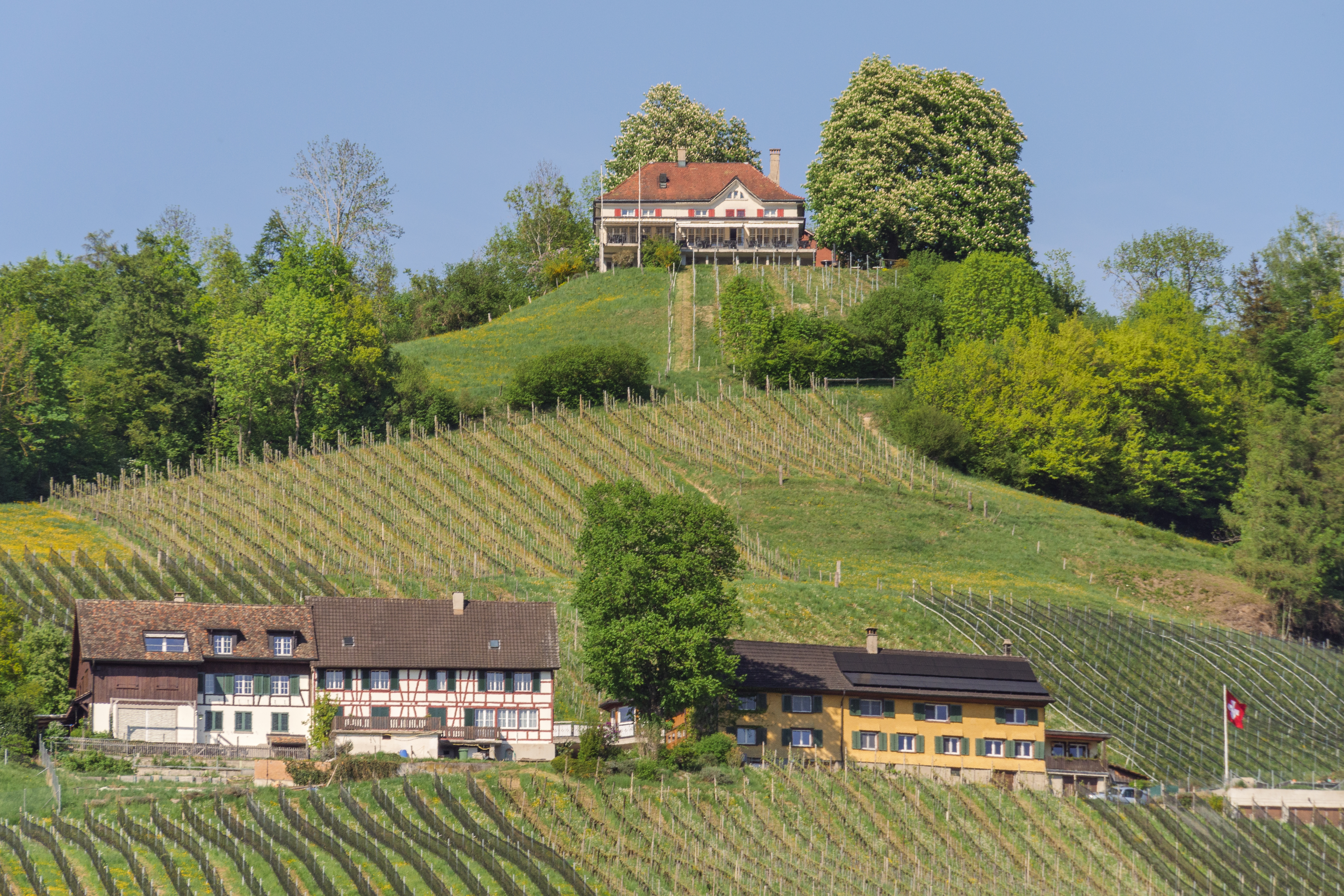
"Hindere Berg" u. Rest. Thurberg

## Persönlichkeiten

### In Weinfelden geboren
- Johann Ulrich Bornhauser (1825–1848), Dichter
- Thomas Bornhauser (1799–1856), Politiker, Pfarrer, Dichter und Publizist
- Hugo Dudli (1930–2004), Komponist und Dirigent
- Heinrich Häberlin (1868–1947), Politiker (FDP), Nationalrat, Bundesrat
- Elias Haffter (1851–1909), Arzt, Komponist und Reiseschriftsteller
- Adam Hafter (1834–1914), Schullehrer, Wirtschaftsmanager, Journalist und Politiker
- Johannes Keller (1802–1877), Mediziner und Politiker
- Simone Keller (* 1980), Pianistin
- Bruno Lüthi (1931–2023), Physiker
- Gottlieb Meier (1878–1957), Schneider und Politiker
- Gustave Preiss (1881–1963), Kameramann
- Paul Reinhart (1748–1824), Freiheitskämpfer, Apotheker, Präsident der ersten freien Thurgauer Regierung
- Heinz Rutishauser (1918–1970), Mathematiker, Pionier der modernen numerischen Mathematik und der Informatik
- Markus Ries (* 1959), Kirchenhistoriker
- Reto Scherrer (* 1975), Radio- und TV-Moderator
- Marcel Vogel (* 1937), Biathlet

### Persönlichkeiten, die vor Ort lebten oder wirkten
- Johann Otto von Gemmingen (1545–1598), Fürstbischof zu Augsburg
- Peter Stamm (* 1963), Schriftsteller
- Thomas Preisig (* 1980), Rapper und Musiker[32]
- Folco Natale Tomaselli (1921–1990), Künstler, Poet und Philosoph